# Markivske, Romnî
Markivske (în ucraineană Марківське) este un sat în comuna Bilovod din raionul Romnî, regiunea Sumî, Ucraina.

## Demografie
Componența lingvistică a localității Markivske
     Ucraineană (98,59%)
     Rusă (1,41%)
Conform recensământului din 2001, majoritatea populației localității Markivske era vorbitoare de ucraineană (98,59%), existând în minoritate și vorbitori de rusă (1,41%).